# 塔爾圖和約 (俄國-芬蘭條約)
《塔爾圖和約》（俄语：Тартуский мирный договор）是苏俄和芬蘭之間於1920年10月14日簽訂的一個和約。和約確定了芬蘭和苏俄的國界，並且苏俄退出芬蘭內戰，芬蘭志願軍退出俄屬東卡累利阿。1920年12月31日，莫斯科承認該和約。《塔爾圖和約》在1921年3月5日被登記入國際聯盟和約系列。芬兰方面主要的谈判代表是尤霍·库斯蒂·巴锡基维。

## 外部連結
- Text of the treaty （页面存档备份，存于）